# Secretaría de Estado de Transportes
La Secretaría de Estado de Transportes de España fue una secretaría de Estado que existió entre octubre de 2008 y diciembre de 2011, durante el segundo gobierno de José Luis Rodríguez Zapatero.
Integrada en el Ministerio de Fomento, tenía funciones relativas a la ordenación general de los transportes terrestre, marítimo y aéreo de competencia estatal y procurar la calidad y seguridad de los servicios de transporte esenciales en una sociedad competitiva.
Para ejercer sus competencias, de ella dependían:
- La Secretaría General de Transportes.
  - La Dirección General de Transporte Terrestre.
  - La Dirección General de la Marina Mercante.
- La Dirección General de Aviación Civil.

La secretaría de Estado fue suprimida en la reestructuración ministerial de diciembre de 2011, durante el primer gobierno de Mariano Rajoy, pasando sus competencias a la Secretaría de Estado de Planificación e Infraestructuras (posteriormente renombrada como Secretaría de Estado de Infraestructuras, Transporte y Vivienda).

## Secretarios de Estado
- Fernando Palao Taboada (2008–2009)[4]
- Concepción Gutiérrez del Castillo (2009–2010)[5]
- Isaías Táboas Suárez (2010–2011)[6]